# Qaqortoq
Qaqortoq (Deens: Julianehåb) is een stad en voormalige gemeente in Groenland. Het is de zuidelijkste grote plaats op Groenland en tevens de vierde stad van het land. De voormalige gemeente telde 3490 inwoners in 2007, waarvan er 3238 in de stad Qaqortoq woonden. In 2014 had de stad 3248 inwoners. Andere plaatsen in de voormalige gemeente zijn Eqalugaarsuit, Saarloq en Qassimiut.
Op 1 januari 2009 is de gemeente opgeheven en opgegaan in de gemeente Kujalleq, met Qaqortoq als hoofdplaats.
De stad is gesticht door de Noor Anders Olsen in 1775. Nabij Qaqortoq ligt de Hvalsey ruïne, de enige behoorlijk intact gebleven Vikingkerk op Groenland. De plaats is te bereiken per helikopter en per veerboot. Toeristen komen er graag, vanwege het mooie landschap. In Qaqortoq bevindt zich een van de twee fonteinen op Groenland (de andere is in Sisimiut).
In de stad aanwezige voorzieningen zijn onder andere: een disco, drie supermarkten, een bankgebouw met pinautomaat, een ziekenhuis, diverse hotels, een gevangenis en een middelbare school.
Het heliport en de andere wijken van Qaqortoq liggen een eindje van het centrum vandaan.
De gemeente Qaqortoq laat daarom een busje rijden als stadsbus, tussen 07.00 en 21.00.
De hoogste gemiddelde temperatuur in Qaqortoq is 8°C in juli en de laagste is -2°C in februari. De watertemperatuur ligt tussen 0°C en 5°C. 

## Zie ook

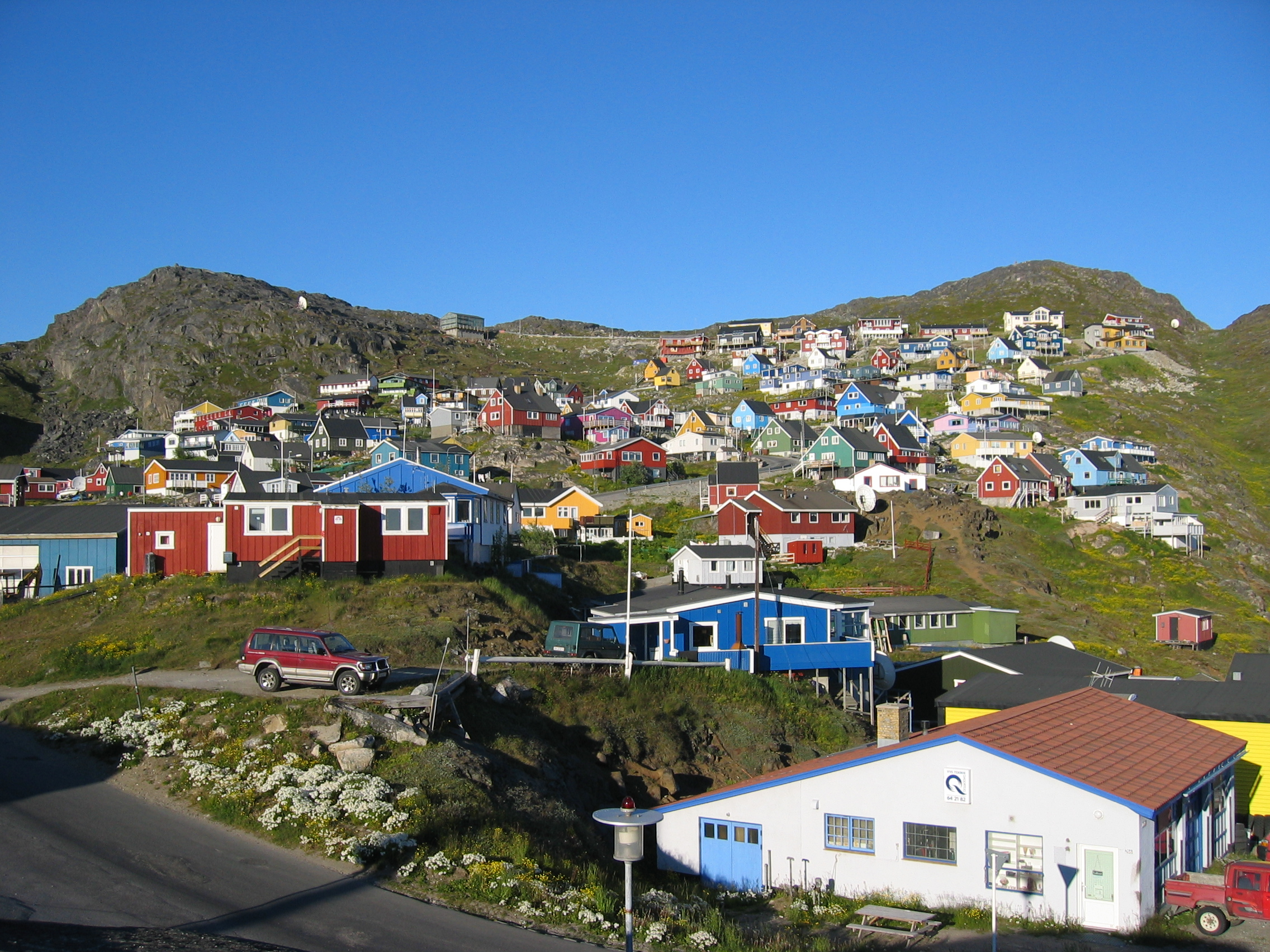
Zicht op Qaqortoq (2008)
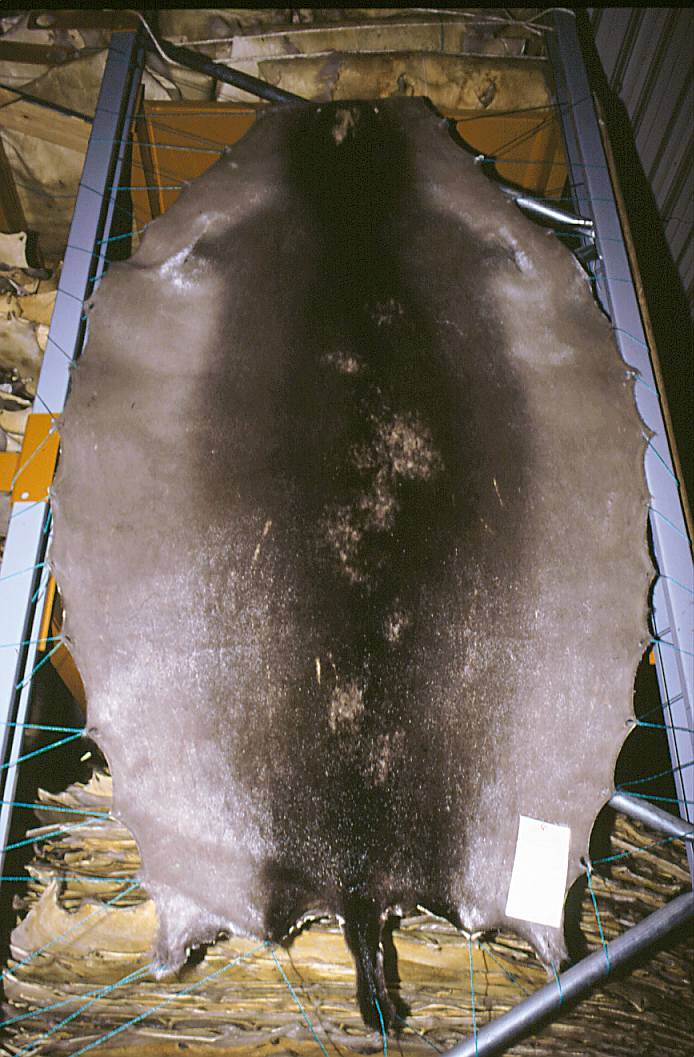
Robbenvel in de Great Greenland Furhouse